# Телон, Мария
Мария Телон (исп. María Telón) — гватемальская актриса. Родилась в городе Санта-Мария-де-Хесус. Дебютировала в фильме Вулкан Ишканул, получив награду Лучшая актриса на Фестивале киноискусства в Словакии. В общей сложности фильм получил более двадцати международных наград.

## Биография
На момент начала съемок фильма Вулкан Ишканул, Мария Телон жила с тремя сыновьями, младшему из которых было два года. Одна из её дочерей помогала ей продавать фрукты. Мария Телон уже участвовала в спектаклях местного театра поселка Санта-Мария де Хесус, где с ней познакомился и выбрал её на роль Хуаны режиссёр Хайро Бустаманте.

### Съемки фильмаВулкан Ишканул
В начале 2014 года, после нескольких недель кинопроб, на склонах вулкана Пакая и в Аматитлане начались съёмки фильма Вулкан Ишканул. После окончания работы над картиной Мария Телон вместе с режиссёром Хайро Бустаманте и актрисой Марией Мерседес Корой представили фильм на многочисленных международных фестивалях, включая кинофестивали в Берлине, Гвадалахаре и Тулузе.

## Фильмография
- Вулкан Ишканул — Хуана. 2015
- Tether — Мария. 2015